# Whitworth Ridge
Whitworth Ridge är en bergstopp i Antarktis. Den ligger i Östantarktis. Australien gör anspråk på området. Toppen på Whitworth Ridge är 1 441 meter över havet.
Terrängen runt Whitworth Ridge är huvudsakligen platt. Trakten är obefolkad. Det finns inga samhällen i närheten. 